# Alborosie
Alberto D'Ascola (* 4. července 1977), známý jako Alborosie nebo AlBorosie, je italský reggae zpěvák.

## Kariéra
Narodil se a vyrůstal na Sicílii, ale dnes žije v Kingstonu na Jamajce. Je multiinstrumentalista, hraje na kytaru, baskytaru, bubny a klávesy. Jeho hudební kariéra začala s italskou skupinou Reggae National Tickets, z Bergama, když mu bylo 15 let (v roce 1993). Vystupoval pod jménem Stena.
V roce 2001 se od nich oddělil a začal svou sólovou kariéru. Přestěhoval se na Jamajku, kde měl větší možnost věnovat se reggae a rastafariánské kultuře. Začal zde pracovat jako hudební producent; spolupracoval s Gentlemanem nebo s Ky-Manim Marleym, synem největšího představitele reggae, Boba Marleyho. Jeho první sólo album bylo Soul Pirate. V létě 2009 vydal další album, Escape From Babylon. V srpnu 2008 hrál na Uppsala Reggae Festival.
Jméno 'Alborosie' si vymyslel během svých prvních let na Jamajce. "Všichni mě oslovovali Borosie. Podle toho jsem se i pojmenoval. Moje počáteční léta na Jamajce byly... ne moc dobré. Borosie byla přezdívka, kterou mě oslovovali a nebylo to myšleno v dobrém slova smyslu. Tak jsem si řekl: 'Budu používat toto jméno a udělám z negativního názvu pozitivní.' Moje občanské jméno je Albert, zkráceně Al a z toho vnikolo Al-Borosie. Ale radši vám nebudu říkat, co Borosie znamená."

Alborosieho největší hity jsou Rastafari Anthem (Rastafariánská hymna), Kingston Town (Město Kingston) a Call Up Jah (Zavolej Jaha).
V roce 2011 se stal prvním bílým zpěvákem, který získal cenu M.O.B.O. (Music of Black Origin, Hudba černošského původu) v kategorii "Nejlepší reggae zpěvák".
V roce 2014, Greensleeves records vydalo album Specialist Presents Alborosie & Friends, kolekci písní, které zpíval společně s jinými zpěváky. Album se umístilo na Billboard Top Reggae Albums na sedmém místě. Alborosie začal spolupracovat se zpěvákem King Jammy, se kterým připravuje album Reality of Dub, které má být vydáno během roku 2015.

## Osobní život
Alberto se narodil v Marsale na Sicílii. Vyznává rastafariánskou víru. Jeho otec je policista a jeho matka je žena v domácnosti. Zabýval se reggae hudbou už od dětství; již v pěti letech v roce 1982 byl na prvním reggae koncertu.

## Discografie
- Soul Pirate (2008), Forward Recordings
- Escape From Babylon (2009), Greensleeves
- Escape From Babylon to the Kingdom of Zion (2010), VP
- Dub Clash (2010)
- Specialist & Friends (2010)
- 2 Times Revolution (2011), Greensleeves
- Sound the System (2013), VP
- Dub the System (2013), VP
- Specialist Presents Alborosie & Friends (2014), Greensleeves
- Soul Pirate Deluxe Remastered Edition (2015), Forward Recordings / Evolution Music Group

## Ceny a nominace
| Rok  | Organizace       | Cena                                | Poznámky |
| ---- | ---------------- | ----------------------------------- | -------- |
| 2011 | 2011 MOBO Awards | Nejlepší reggae zpěvák moderní doby |          |